# Projektion (algebra)
Inom matematikområdena linjär algebra och funktionalanalys är en projektion en linjär avbildning {\displaystyle P} från ett vektorrum till sig själv sådant att {\displaystyle P=P^{2}} (man säger att {\displaystyle P} är idempotent).
En ortogonalprojektion är inom linjär algebra en metod att bestämma en uppdelning av en vektor {\displaystyle v} i en del som ligger i ett underrum och den del som är ortogonal mot underrummet. Även ortogonala projektioner kan uttryckas som avbildningar, men framställs ofta som en formel, projektionsformeln.

## Ortogonala projektioner på vektorer och underrum
Givet ett underrum {\displaystyle W\,} till det euklidiska rummet {\displaystyle V\,} så finns ett ortogonalt komplement till {\displaystyle W\,}, betecknat {\displaystyle W^{\perp }}, som består av alla vektorer i {\displaystyle V\,} som är ortogonala mot alla vektorer i {\displaystyle W\,}. Då kan en vektor {\displaystyle v} i {\displaystyle V\,} uttryckas som en summa av två vektorer i {\displaystyle W\,} respektive {\displaystyle W^{\perp }}:
{\displaystyle v=v_{\|W}+v_{\perp W},~~v_{\|W}\in W,~~v_{\perp W}\in W^{\perp }}
{\displaystyle v_{\|W}} kallas den ortogonala projektionen på {\displaystyle W}. 
Om {\displaystyle f_{1},f_{2},..,f_{n}} är en ortogonal normerad bas i {\displaystyle V\,} så ges en vektor {\displaystyle v}:s koordinater {\displaystyle x_{1},x_{2},...x_{n}} i den basen genom skalärprodukten:
{\displaystyle x_{k}=\langle v,f_{k}\rangle }.
Detta kommer av att varje vektor i {\displaystyle V\,} kan uttryckas som en linjärkombination av vektorer i en bas:
{\displaystyle v=x_{1}f_{1}+x_{2}f_{2}+\dots +x_{n}f_{n}\,}
om man applicerar en skalärprodukt på vektorn får man att:
{\displaystyle \langle v,f_{k}\rangle =x_{1}\langle f_{1},f_{k}\rangle +x_{2}\langle f_{2},f_{k}\rangle +\dots +x_{k}\langle f_{k},f_{k}\rangle +\dots +x_{n}\langle f_{n},f_{n}\rangle }.
Om basen är ortonomerad så kommer alla skalärprodukter där vänster- och högersidan är olika bli noll på grund av ortogonaliteten, och den skalärprodukt där vektorerna är lika bli ett på grund av normaliteten.
Av detta följer att om man vill veta projektionen av en vektor {\displaystyle v} på en annan vektor {\displaystyle u} (eller underrummet som spänns upp av {\displaystyle u}) som är normerad ges detta helt enkelt av:
{\displaystyle v_{\|u}=\langle v,u\rangle }
Om {\displaystyle u} inte är normerad blir inte {\displaystyle \langle u,u\rangle =1}, och därför måste man kompensera:
{\displaystyle v_{\|u}={\frac {\langle v,u\rangle }{\langle u,u\rangle }}={\frac {\langle v,u\rangle }{|u|^{2}}}}
Om man har ett hyperplan {\displaystyle \pi } med normalvektorn {\displaystyle n} och vill projicera vektorn {\displaystyle v} på {\displaystyle \pi } kan detta göras med:
{\displaystyle v_{\|\pi }=v-{\frac {\langle v,n\rangle }{\langle n,n\rangle }}\cdot n}
då {\displaystyle n} spänner upp det ortogonala komplementet till {\displaystyle \pi }. 
Detta kan generaliseras; om ett underrum har flera normaler projicerar men helt enkelt på alla av dessa, alternativt projicerar man på basvektorerna för underrummet. Projektioner används i Gram-Schmidts ortogonaliseringsprocess.

## Projektionsavbildningar
En avbildning {\displaystyle P} som uppfyller {\displaystyle P=P^{2}} kallas för en projektion.

### Exempel

Avbildningen P projicerar punkterna ortogonalt på linjen m

Följande matris projicerar en vektor i {\displaystyle \mathbb {R} ^{2}} på y-axeln:
{\displaystyle P={\begin{pmatrix}0&0\\0&1\end{pmatrix}}}
Man ser här att om vektorn som {\displaystyle P} appliceras på inte har någon utsträckning x-led kommer den att bli oförändrad.
Följande matris projicerar en vektor i {\displaystyle \mathbb {R} ^{3}} på xy-planet:
{\displaystyle P={\begin{pmatrix}1&0&0\\0&1&0\\0&0&0\end{pmatrix}}}
Betrakta nu en godtycklig vektor:
{\displaystyle v={\begin{pmatrix}x\\y\\z\end{pmatrix}}}
Och jämför {\displaystyle Pv} med {\displaystyle P^{2}v}:
{\displaystyle Pv={\begin{pmatrix}x\\y\\0\end{pmatrix}}}
{\displaystyle P^{2}v=P{\begin{pmatrix}x\\y\\0\end{pmatrix}}={\begin{pmatrix}x\\y\\0\end{pmatrix}}}
Dvs, {\displaystyle P=P^{2}}. Då {\displaystyle P} är en matris detta också ses genom direkt beräkning av {\displaystyle P^{2}=P*P} med matrismultiplikation.

### Egenskaper
Projektioner på vektorrum har följande egenskaper:
- Har endast egenvärdena 1 och 0
- Med undantag av enhetmatrisen är determinanten till en projektion noll, projektioner är därför inte inverterbara. Detta kan ses genom att använda faktumet att determinanten till en matris är produkten av egenvärdena. Om minst ett egenvärde är noll blir determinanten noll.
- Projektioner är diagonaliserbara.

### Ortogonala projektioner
Om vektorrummet som projektionen verkar i har en inre produkt, kan man prata om ortogonala projektioner. En ortogonal projektion har ett värderum som är ortogonalt mot dess nollrum. En projektion {\displaystyle P} är ortogonal om och endast om {\displaystyle P=P^{T}} om vektorrummet är reellt (om vektorrummet är komplext så är kravet {\displaystyle P=P^{H}}, där {\displaystyle P^{H}} är {\displaystyle P}:s hermiteska konjugat). Antag att {\displaystyle P=P^{T}} och betrakta vektorn {\displaystyle x} i vektorrummet. Ur projektionsdefinitionen kommer då att vektorn {\displaystyle Px} ligger i {\displaystyle P}:s värderum och {\displaystyle x-Px} i {\displaystyle P}:s nollrum. För att två vektorer ska vara ortogonala ska skalärprodukten {\displaystyle \langle \cdot ,\cdot \rangle } av de två vara noll:
{\displaystyle \langle Px,x-Px\rangle =(Px)^{T}(x-Px)=x^{T}P^{T}(x-Px)=x^{T}(P-P^{2})x=0\,}
Vilket visar att nollrummet är ortogonalt mot värderummet.